# من غير ميعاد (مسلسل)
من غير ميعاد مسلسل اجتماعي يدور في قالب كوميدي بطولة أشرف عبد الباقي وريهام عبد الغفور وطلعت زكريا من إخراج عادل قطب وتأليف فداء الشندويلي.

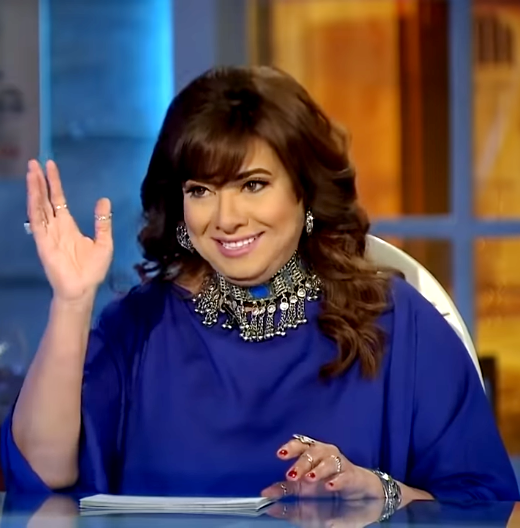
نشوى مصطفى

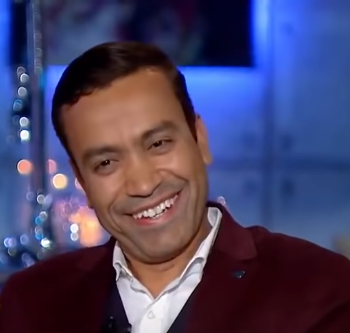
سامح حسين

## الممثلون
- أشرف عبد الباقي
- ريهام عبد الغفور
- طلعت زكريا
- هادي الجيار
- خيرية أحمد
- نشوى مصطفى
- شعبان حسين
- احمد محمد
- احمد الدمرداش
- سامح حسين

## فكرة المسلسل
تدور أحداث المسلسل في إطار كوميدي حول المذيع "أحمد جابر" من خلال برنامجه "من غير ميعاد" ويعرض من خلاله مشكلات وقضايا المجتمع، جاهدًا في الوصول إلى حل جذري.